# 朱之佐 (明朝)
朱之佐，字子襄，浙江秀水縣人。明朝末年政治人物，同進士出身。

## 生平
崇禎十二年（1639年）舉己卯科浙江鄉試，崇禎十六年（1643年）登癸未科進士。未謁選官職，以詩酒終。